# Monument vallende man

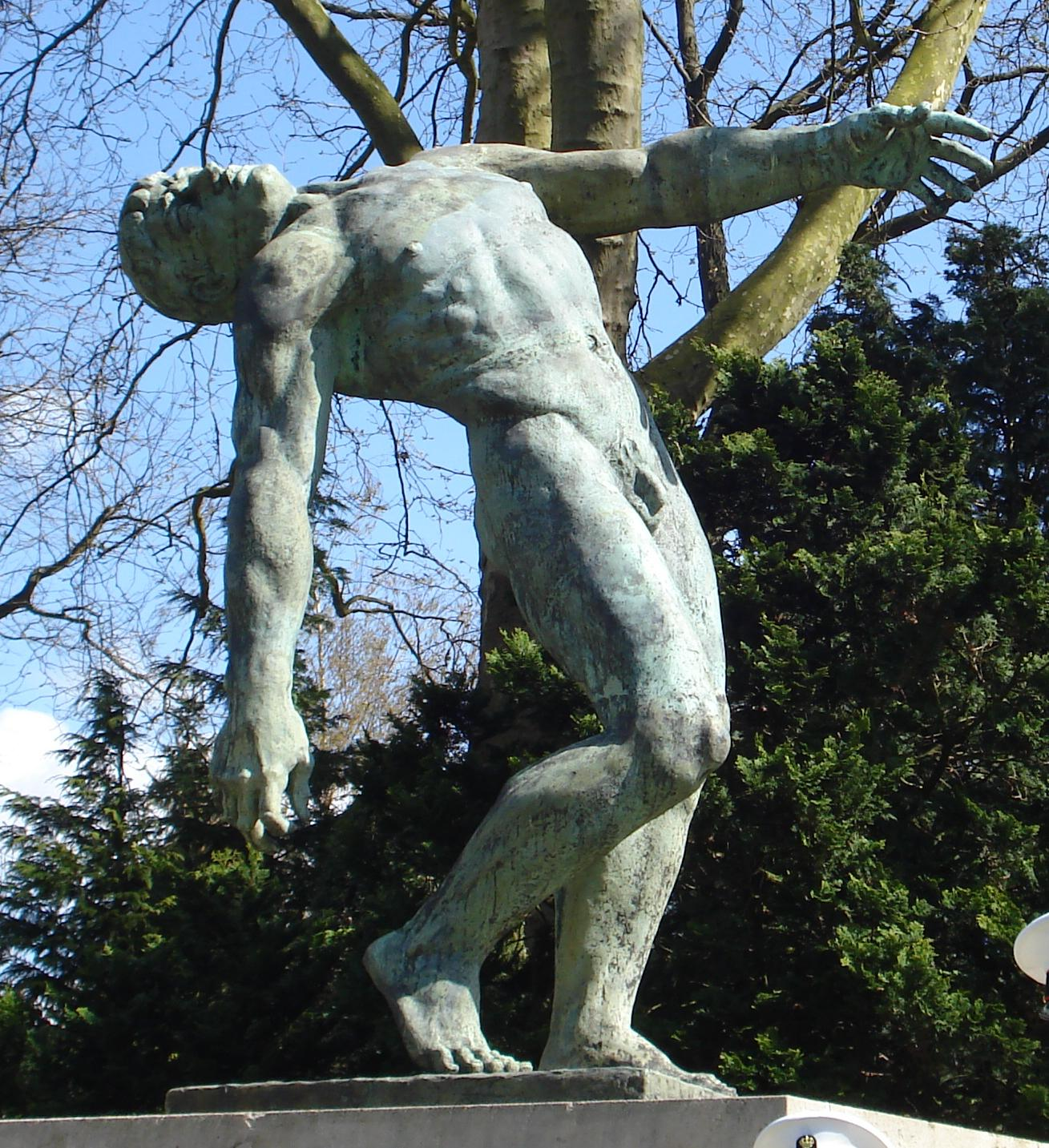
Monument Vallende man, Rotterdam

Monument vallende man is een oorlogsmonument op de Algemene Begraafplaats Crooswijk in Rotterdam.
Het herdenkt de 102 militairen die in mei 1940 hun leven gaven voor de verdediging van Rotterdam tegen de Duitsers. Het monument van Cor van Kralingen werd op 26 mei 1951 onthuld door mevrouw van Anrooy. Het beeld stelt een achterover vallende man voor: gevallen in de strijd tegen de vijand.
Het bronzen standbeeld is drie meter hoog. Van Kralingen maakte ook een twee meter hoge variant, die werd geplaatst op Nederlandse erevelden in Nederland, Duitsland, Engeland, Frankrijk, Noorwegen en Oostenrijk.